# Райнгард Гюнцель
Райнгард Гюнцель (нім. Reinhard Günzel; 2 лютого 1907, Позен — 29 жовтня 1970, Плен) — німецький льотчик-ас бомбардувальної авіації, оберстлейтенант люфтваффе вермахту і люфтваффе бундесверу. Кавалер Лицарського хреста Залізного хреста з дубовим листям.

## Біографія
Служив в поліції порядку. В 1935 році переведений в люфтваффе. Після проходження льотної підготовки направлений в бомбардувальну авіацію. У складі легіону «Кондор» брав участь в Громадянській війні в Іспанії.З серпня 1940 року — командир 2-ї групи 27-ї бомбардувальної ескадри «Бельке». Всього за час бойових дій здійснив 535 бойових вильотів. З серпня 1943 року і до кінця війни служив на штабних посадах. В 1950-х роках вступив у ВПС ФРН. 31 березня 1963 року вийшов у відставку.

## Звання
- Лейтенант поліції (1934)
- Лейтенант авіації (1935)
- Оберлейтенант (1938)
- Гауптман (1940)
- Майор (1942)
- Оберстлейтенант (1 травня 1944)

## Нагороди
- Нагрудний знак пілота (1936)
- Медаль «За вислугу років у Вермахті» 4-го класу (4 роки)
- Медаль «За Іспанську кампанію» (Іспанія)
- Іспанський хрест в бронзі (6 червня 1939)
- Залізний хрест
  - 2-го класу (16 вересня 1939)
  - 1-го класу (23 червня 1940)
- Лицарський хрест Залізного хреста з дубовим листям
  - лицарський хрест (17 вересня 1941)
  - дубове листя (№ 184; 21 січня 1943)
- Медаль «За зимову кампанію на Сході 1941/42» (27 серпня 1942)
- Німецький хрест в золоті (24 вересня 1942)
- Авіаційна планка бомбардувальника в золоті з підвіскою «500»